# Галиндо, Марта Офелия
Марта Офелия Галиндо Гальван (исп. Martha Ofelia Galindo Galvan) (12 июля 1929, Масатлан, Синалоа, Мексика) — мексиканская актриса-комик.

## Биография
Родилась 12 июля 1929 года в Масатлане. В возрасте 6 лет дебютировала в сфере изящных искусств, а в 1943 году дебютировала в мексиканском кинематографе и с тех пор снялась в 25 работах в кино и телесериалах. В 2009 году ушла на пенсию по состоянию здоровья, но позже из-за улучшения состояния здоровья вновь вернулась на экраны.

## Фильмография

### Теленовеллы и многосезонные ситкомы
- Как говорится (с 2011-н. в.; снялась в 2015 году)
- Qué pobres tan ricos (2013 - 2014) - Enriqueta "Doña Queta"
- Un gancho al corazón (2009) - Bruja Bartola
- La hora pico (2007) - Invitada
- ¡Qué madre, tan padre! (2006) - Doña Magos
- La esposa virgen (2005) - Mariana
- La escuelita VIP (2004) - Miss Canuta
- Cero en conducta (1999-2003) - Miss Canuta "La Maestra Canuta"
- ¡Vivan los niños! (2002-2003) - Gorgonia "La rana Gorgonia"
- Gotita de amor (1998) - Leocadia
- Preciosa (1998) - Chata
- Женщина, случаи из реальной жизни (1985-2007; снималась в период 1996-1998)
- Шалунья (1997) - Chata
- Los hijos de nadie (1997) - Celes
- Si Dios me quita la vida (1995) - Gilda
- Hasta que la muerte los separe (1994) - Nacha
- Маримар (1994) - Josefina
- Dr. Cándido Pérez (1993) - Invitada (Último episodio)
- Baila conmigo (1992) - Lupe
- Las aventuras de Capulina (1988) - (1 episodio)
- Las solteras del 2 (1988) - Minerva (1 episodio)
- Cachún cachún ra ra! (1981) - Mamá de Petunia
- Juegos del destino (1981) - Carmen
- Honrarás a los tuyos (1979)
- Gotita de gente (1978) - Teresa

### Художественные фильмы
- Cuando tú me has deseado (2005)
- Antojitos mexicanos (1992)
- Cándido Pérez, especialista en señoras (1991) - Doña Socorrito
- Dos tipas de cuidado (1989)
- Señoritas a disgusto (1989) - Lucillita
- Chiquita pero picosa (1986) - Madre Superiora
- Cementerio del terror (1985) - Madre de Usi y César
- Estas ruinas que ves (1979) - Bertila Begonia
- El juego de Zuzanka (1970)
- Aventuras de Cucuruchito y Pinocho (1943)